# Автотранспортні засоби
Автотрáнспортні зáсоби — легкові автомобілі, автобуси, вантажні автомобілі, причепи, напівпричепи, спеціальні автомобілі, призначені для експлуатації на дорогах загального користування.
Автотранспортні засоби — пристрої, що приводяться в рух двигуном і призначені для перевезення по дорогах людей, вантажів чи устаткування, встановленого на ньому, а також має масу в спорядженому стані понад 400 кг. Споряджена маса визначається як маса повністю заправленого (паливом, маслами, охолоджувальною рідиною тощо) і укомплектованого (запасним колесом, інструментом тощо) автотранспортного засобу, але без вантажу або пасажирів, водія або іншого обслуговчого персоналу та їх багажу.

## Класифікація
Автотранспортні засоби поділяються на пасажирські, вантажні та спеціальні.
- До складу пасажирських автотранспортних засобів входять легкові автомобілі та автобуси.
- До вантажних автотранспортних засобів належать вантажні автомобілі, в тому числі спеціалізовані.
- До спеціальних автотранспортних засобів відносяться автомобілі зі спеціальним обладнанням, призначеним для виконання різних, переважно нетранспортних робіт.